# Stola (kvindekjole)
 For alternative betydninger, se Stola. (Se også artikler, som begynder med Stola)
Stolaen var den traditionelle klædedragt for kvinder i Romerriget, svarende til togaen, der blev båret af voksne, frie, romerske mænd.
Det blev anset for upassende at kvinder var iklædt toga, idet kvinder i toga blev associeret med prostitution og utroskab.
Stolaen var en lang, plisseret kjole, der blev båret over en tunika (tunica intima), en slags underkjole. En stola var som regel ærmeløs og fæstet over skuldrene med fibulae, men fandtes også med korte eller lange ærmer. Typisk var den pyntet med bånd, og ofte båret med et stort sjal kaldet en palla.
Brugen af stola fortsatte i det Østromerske Kejserdømme.